# Азаровка (Брянская область)
Азаровка — село в Стародубском муниципальном округе Брянской области.

## География
Находится в южной части области приблизительно в 32 км к югу от города Стародуб, по обоим берегам р. Ревны вблизи границы с Украиной, на старинной дороге — почтовом тракте на г. Новгород-Северский.

## История
Название села произошло от канонического личного имени Назар.
Основано в 1670 как слобода некий раскольник-старообрядец (?) Тимофей Павлович, получив от стародубского полковника Петра Рославца «осадный лист», поселил на старом селище Махновом «слободу Назаровку». Новая слобода была причислена к Стародубской полковой сотне в Гетманщине. К 1677 году относятся наиболее ранние сведения о постройке в селе храма Воскресения Господня. В то время священником был Даниэль Брежевский, потомки которого служили в Азаровской церкви до середины XVIII века.
Судьба села на протяжении второй половины XVII—XVIII веков была связана с различными урядами. После стародубского полковника Петра Рославца Азаровкой владели стародубские полковники Семен и Яков Самойловичи. С 1686 года село перешло на ранг полковых обозных, одним из которых был Исаак Деревянко, а затем — на уряд стародубских войтов. Первым владельцем села на этом уряде стал Спиридон Ширай, а по смерти его — второй войт Стародубский — Демьян Ярмолаевич. По смерти последнего гетман Скоропадский своим универсалом 1709 г. оного села Азаровки одна часть предоставил во владение значковому товарищу пану Леонтию Пилатовичу (зятю Ширая), а другую часть оставилъ по прежнему на уряд войтовства стародубского.
В 1734 году в селе была построена новая деревянная Воскресенская церковь
В 1785 году частью села владел Павел Иванович Миклашевский (из дворянского рода Миклашевских), а затем его вдова Елена Даниловна Новицкая. После этого часть села унаследовал их сын Степан Павлович Миклашевский. Он, женившись на Анастасии Даниловне Ширай, получил в приданое её часть Азаровки. Затем их части Азаровки перешли в наследство их сыновьям Степану и Михаилу Степановичам Миклашевским. Вследствие того, что Михаил Степанович Миклашевский умер в 37 лет, его долей долгое время распоряжалась вдова Ефросиния Петровна (урожденная Скоропадская). Затем наследство перешло к их дочери — Елене Михайловне Миклашевской (в замужестве Ревякиной).
Во второй половине XIX века Азаровка вошла в состав Понуровской волости Стародубского уезда (Черниговская губерния).
К 1871 году в Азаровке храм был обновлен и освящен благочинным священником Феодором Лапчинским с собором духовенства.
В 1881 году за усердное прохождение Епархиальной службы, священник с. Азаровки Василий Тросницкий удостоился награждения набедренником, а в ноябре 1881 года во священника Воскресенской церкви был рукоположен диакон м. Понуровки Стародубского уезда Михаил Кузьминский.
В 1885 году Воскресенская церковь была расширена.
В конце XIX века в Азаровке работала земская школа. Тогда действовали и два винокуренных завода.
После отмены крепостного права в селе стало развиваться частное предпринимательство. В 1870-80-е годы в Азаровке действовал маслобойный завод, которым в разное время владели купцы Болотин и Янкель Липкин.
По социальному составу Азаровка — это село с казацко-крестьянским населением. На протяжении XVIII века количество жителей села увеличилось со 100 до 129 дворов. Однако, в связи со строительством в первой четверти XIX века Михаилом Павловичем Миклашевским суконной фабрики в Понуровке, часть жителей Азаровки была причислена к этому предприятию. Не следует исключать и эпидемию холеры, свирепствовавшей на Стародубщине в 1840—1850-е гг. Поэтому к 1858 году население села сократилось до 91 двора. Но со второй половины 19 века количество жителей Азаровки непрерывно возрастает, достигнув к началу 20 века 323 дворов (1986 жителей).
В середине XX века работали колхозы «Новый путь» и «Северный пахарь».
До 2020 года входило в состав Понуровского сельского поселения Стародубского района до их упразднения.

## Население
| 2010 | 2013 |
| ---- | ---- |
| 375  | ↘342 |

Численность населения: 1234 человек (1859 год), 1836 человек / 301 двор (1892 год), 476 человека в 2002 году (русские 95 %).